# ドラマプレミア10
『ドラマプレミア10』（ドラマプレミアテン）は、テレビ東京系列で2020年10月26日から2021年3月15日まで毎週月曜22:00 - 22:54に放送されていた連続ドラマ枠である。

## 概要
かつて月曜日22時台のドラマ枠は、2010年10月18日から2011年9月19日まで枠名無しでのドラマ、2018年4月16日から2020年6月8日まで「ドラマBiz」の枠名としてそれぞれ放送されていた。同年7月から9月までは週替わりのバラエティー番組が放送されていたが、10月26日より新たに本ドラマ枠が設置された。
枠名無しでのドラマ同様に製作委員会方式を採用している。
2021年4月改編により、『ワールドビジネスサテライト』が、これまでの23時台から22時台に枠移動するため、「ドラマプレミア10」としては、わずか半年・2作品で廃枠となった。替わって月曜のドラマ枠は、『ドラマプレミア23』（毎週月曜23:06 - 23:55）となり、4月5日より『珈琲いかがでしょう』が放送。
前枠「ドラマBiz」の時はBSテレ東でも遅れ放送を行っていたが、新枠になって以後は特番扱いの放送となった。また、両作品とも1クール（3か月）放送とされていたが、実際には年末年始の特番などのため7-8回にとどまっている。

## 作品
制作プロダクションの記号は以下の通り。
- FC - フジクリエイティブコーポレーション（FCC）
- GP - ギークピクチュアズ（制作協力のグループ会社含む）

### 2020年
| # | タイトル | 放送期間                                      | 制作 | 話数 | 主演              | 原作   | 備考               |
| - | -------- | --------------------------------------------- | ---- | ---- | ----------------- | ------ | ------------------ |
| 1 | 共演NG   | 10月26日 - 12月7日（本編） 12月14日（特別編） | FC   | 7    | 中井貴一 鈴木京香 | 秋元康 | 11月23日は放送休止 |

### 2021年
| # | タイトル                           | 放送期間          | 制作 | 話数 | 主演     | 原作     | 備考 |
| - | ---------------------------------- | ----------------- | ---- | ---- | -------- | -------- | ---- |
| 2 | アノニマス〜警視庁“指殺人”対策室〜 | 1月25日 - 3月15日 | GP   | 8    | 香取慎吾 | （なし） |      |

## ネット局
定期ネット局
| 放送対象地域   | 放送局                | 系列           | 放送日時（JST）    | ネット状況 | 備考 |
| -------------- | --------------------- | -------------- | ------------------ | ---------- | ---- |
| 関東広域圏     | テレビ東京（TX）      | テレビ東京系列 | 月曜 22:00 - 22:54 | 制作局     |      |
| 北海道         | テレビ北海道（TVh）   | テレビ東京系列 | 月曜 22:00 - 22:54 | 同時ネット |      |
| 愛知県         | テレビ愛知（TVA）     | テレビ東京系列 | 月曜 22:00 - 22:54 | 同時ネット |      |
| 大阪府         | テレビ大阪（TVO）     | テレビ東京系列 | 月曜 22:00 - 22:54 | 同時ネット |      |
| 岡山県・香川県 | テレビせとうち（TSC） | テレビ東京系列 | 月曜 22:00 - 22:54 | 同時ネット |      |
| 福岡県         | TVQ九州放送（TVQ）    | テレビ東京系列 | 月曜 22:00 - 22:54 | 同時ネット |      |
| 岐阜県         | 岐阜放送（GBS）       | 独立局         | 月曜 22:00 - 22:54 | 同時ネット |      |
| 滋賀県         | びわ湖放送（BBC）     | 独立局         | 月曜 22:00 - 22:54 | 同時ネット |      |
| 奈良県         | 奈良テレビ（TVN）     | 独立局         | 月曜 22:00 - 22:54 | 同時ネット |      |
| 和歌山県       | テレビ和歌山（WTV）   | 独立局         | 月曜 22:00 - 22:54 | 同時ネット |      |

不定期ネット局

## ネット配信
- ネットもテレ東（TVer、GYAO!）でテレビ東京での放送終了後より最新回のみ無料配信。
- Paraviでは、テレビ東京での各話放送終了後より定額見放題で本編およびスピンオフドラマが配信。